# ヘイター
『ヘイター』（Sala samobójców: Hejter）は、ヤン・コマサ監督、マテウシュ・パツェヴィチュ脚本による2020年のポーランドのスリラー・ドラマ映画である。ワルシャワを追われた元大学生がインターネット世論を操り、広範な憎悪と暴力を巻き起こす物語である。2020年3月6日にポーランドでプレミア上映された後、トライベッカ映画祭で国際ナラティブ作品賞を受賞した。
映画のプロットは架空のものであるが、ソーシャルメディアを利用してのユーザーの心理的操作、フェイク・ニュースを通じての世論誘導など昨今現実に発生している状況と関連している。撮影の完了から3週間後、グダニスクの市長でありオンライン上で叩かれることが多いリベラル系政治家のパベウ・アダモビッチの刺殺事件が起こった。

## キャスト
- マチェイ・ムシャウォフスキ（ポーランド語版）
- ヴァネッサ・アレクサンダー
- アガタ・クレシャ（英語版）
- ダヌタ・ステンカ（英語版）
- ジャセック・コーマン（英語版）
- マチェイ・シュトゥル（英語版）
- アダム・グラドフスキ
- イェルゼイ・ヴィエレツキ

## 製作
主要撮影は2018年10月28日に始まり、12月22日に完了した。撮影は主にワルシャワとその周辺で行われた。
『ヘイター』はコマサの2011年の映画『ログアウト』の続編・スピンオフである。

### パベウ・アダモビッチ暗殺事件
2019年1月13日、ポーランド北部グダニスクのリベラル派市長のパベウ・アダモビッチがクリスマス・チャリティの素晴らしいオーケストラのイベントの壇上でスピーチ中に刺された。彼はグダニスク大学臨床センターに搬送されて5時間に及ぶ手術を受けたが翌日に死亡した。刺殺したのは27歳の男性であり、アダモビッチが所属していた民主・リベラル派の市民プラットフォームの激しい批判者であった。警察は彼がソーシャルメディア上で広く活動していたことを確認した。 
この映画はアダモビッチ事件との類似点が指摘されている。作品中に登場するルドニツキと同様にアダモビッチは極右・ナショナリストのグループから長年ヘイトキャンペーンの標的にされていた。

## 公開
ポーランドでは2020年3月6日に封切られたが、COVID-19パンデミックによりその数日後には映画館閉鎖で上映中止を余儀なくされた。2020年7月29日にNetflixで世界各国へのストリーミング配信が開始された。

## 評価

### 批評家の反応
レビュー収集サイトのRotten Tomatoesでは18件のレビューで支持率は78%、平均点は7.36/10となっている。Metacriticは5件のレビューで加重平均値は61/100となっている。ineuropaのオーラ・サルワは「『ヘイター』はアンチヒーローと適者生存についてのスリリングな物語だ。適者とはこの場合、強くて機敏な親指と人差し指を持つ人を意味する」と評した。『RogerEbert.com』のブライアン・タレリコはこの映画は興味深い道徳的な物語であると賞賛した。『バラエティ』はプロットについて「人々がいかに簡単に操作されるかについての懸念を効果的にまとめている」と評した。

### 受賞
トライベッカ映画祭で上映され、トライベッカ映画祭で国際ナラティブ作品賞を受賞した。審査員はダニー・ボイルやウィリアム・ハートといったプロの映画人であった。